# Bobby Jones
Robert Tyre "Bobby" Jones Jr. (7. dubna 1902, Atlanta – 8. prosince 1971, Atlanta) byl americký amatérský i profesionální golfista. Na PGA Tour si za svou kariéru připsal 9 vítězství. Z grandslamových turnajů (či též tzv. majorů) čtyřikrát vyhrál US Open (1923, 1926, 1929, 1930) a třikrát The Open Championship (1926, 1927, 1930). Krom toho pětkrát vyhrál i amatérské americké mistrovství (1924, 1925, 1927, 1928, 1930) a jednou britské (1930). V jeho době bylo vítězství na profi US Open, Open Championship a amatérském a britském americkém šampionátu považováno za tzv. grand slam, dosáhl ho roku 1930. Roku 1974 byl uveden do mezinárodní golfové síně slávy.